# Claopodium pellucinerve
Claopodium pellucinerve là một loài Rêu trong họ Thuidiaceae. Loài này được (Mitt.) Best mô tả khoa học đầu tiên năm 1900.